# Fitoquímica
La fitoquímica en sentit estricte és l'estudi dels productes fitoquímics. Aquest són les substàncies químiques derivades de les plantes. En un sentit més limitat el terme es fa servir per descriure el gran nombre de components metabòlics secundaris que es troben a les plantes. Molts d'aquests són coneguts per proporcionar protecció contra els atacs dels insectes i les malalties de les plantes. També mostren un gran nombre de funcions de protecció pels consumidors humans. Les tècniques que normalment es fan servir en la fitoquímica són l'extracció, aïllament i elucidació estructural (espectrografia de masses, 1D i 2D NMR) de productes naturals, com també diverses tècniques de cromatografia (MPLC, HPLC, LC-MS). La fitoquímica s'usa a bastament en la medicina xinesa especialment en la medicina d'herbes. Les tècniques fitoquímiques es fan servir en la medicina xinesa aplicades al control de qualitat de diversos components i en tècniques analítiques.

## Elements constitutius
La llista d'elements químics dels quals les plantes estan compostes principalment—carboni, oxigen, hidrogen, calci, fòsfor, etc.—no és diferent de llistes similars d'animals, fongs, o fins i tot bacteris. Els components atòmics fonamentals de les plantes són els mateixos per a tota vida; només els detalls de la manera com s'ajunten són diferents.
La següent taula llista els nutrients elements químics essencials per a les plantes.
| Element  | Forma de captura | Notes                                                  |
| Nitrogen | NO₃– NH₄+        | Àcids nucleics, proteïnes, hormones, etc.              |
| Oxigen   | O₂ H₂O           | Diversos components orgànics                           |
| Carboni  | CO₂              | Diversos components orgànics                           |
| Hidrogen | H₂O              | Diversos components orgànics                           |
| Potassi  | K+               | Cofactor en síntesi de proteïnes, balanç d'aigua, etc. |
| Calci    | Ca2+             | Síntesi de membrana i estabilització                   |
| Magnesi  | Mg2+             | Element essencial per a la clorofil·la                 |
| Fòsfor   | H₂PO₄–           | Àcids nucleics, fosfolípids, ATP                       |
| Sofre    | SO₄2–            | Constituent de proteïnes i coenzims                    |

| Element  | Forma de captura | Notes                                                           |
| Clor     | Cl-              | Ajuda al creixement de les arrels                               |
| Bor      | H BO3            | Afecta la reproducció                                           |
| Manganès | Mn2+             | Activitat d'alguns enzims                                       |
| Zinc     | Zn2+             | Intervé en la síntesi d'enzims i clorofil·la                    |
| Coure    | Cu+              | Enzims per a la síntesi de la lignina                           |
| Molibdè  | MoO₄2-           | Fixació de nitrogen, reducció dels nitrats                      |
| Niquel   | Ni2+             | Cofactor enzimàtic en el metabolisme dels compostos de nitrogen |